# Луїджі Б'янкі
Луї́джі Б'я́нкі (італ. Luigi Bianchi; 18 січня 1856, Парма, Емілія-Романья, Італія — 6 червня 1928, Піза, Італія) — італійський математик. Він був провідним членом геометричної школи Італії, в останні роки 19 століття та перші роки 20 століття.

## Біографія
Як його друг і колега Грегоріо Річчі-Курбастро, Б'янкі навчався в Вищій нормальній школі в Пізі, навчали його Енріко Бетті, провідного науковця у сфері диференціальної геометрії, якого сьогодні пам'ятають за його плідну внесок в топології, та Улісс Діні, провідний фахівець з функціонального аналізу . На Б'янкі також сильно вплинули геометричні ідеї Бернгарда Рімана та робота над перетвореннями груп, які вперше сформулювали Софу Лі та Фелікса Кляйна . Б'янкі став професором Вищої нормальної школи в Пізі в 1896 році, де провів решту своєї кар'єри. У Пізі його колеги включали талановитого Грегоріо Річчі-Курбастро. У 1890 році Б'янкі та Діні перевіряли дисертацію відомого аналітика та геометра Гвідо Фубіні .
У 1898 р. Б'янкі розробив класифікацію Б'янкі з дев'яти можливих класів ізометрії тривимірних груп Лі із ізометрій (достатньо симетричного) Ріманового многовиду . Як Біанкі здогадувався, це по суті те саме, розбивати об'єкти на групи, подібно до ізоморфізму, тривимірні дійсно чисельні векторні простори Лі . Це доповнює попередню роботу самого Лі, який раніше класифікував комплексні векторні простори Лі.
Через вплив Лютера П. Айзенхарта та Авраама Хаскеля Тауба класифікація Б'янкі пізніше зіграла важливу роль у розвитку теорії загальної відносності . Список Б'янкі з дев'яти класів ізометрії, які можна розглядати як алгебри Лі, групи Лі, або як тривимірні однорідні (можливо, неізотропні) Ріманові різновиди, тепер часто називають колективом Б'янкі .
У 1902 р. Б'янкі знову розкрив те, що зараз називають тотожність Б'янкі для тензора Рімана, яка відіграє ще більш важливу роль у загальній відносності. (Вони є важливими для розуміння рівняння поля Ейнштейна). За словами Тулліо Леві-Чівіта, ці сутності були вперше виявлені Річчі приблизно в 1889 році, але Річчі, мабуть, забув про все, що призвело до повторного виявлення Б'янкі. Однак сутності Б'янкі за контрактом, яка є достатньою для підтвердження того, що тензор Ейнштейна завжди зникає, була опублікована Аурелом Воссом у 1880 році.

## Публікації

### Статті
- Sui simboli a quattro indici e sulla curvatura di Riemann, Rend. Acc. Naz. Lincei (Italian) , 11 (5), 1902: 3—7

### Книги
- Luigi, Bianchi (1894), Lezioni di geometria differenziale (three volumes) (Italian) , т. Volume primo (1893−1900), Pisa: E. Spoerri, архів оригіналу за 24 грудня 2019, процитовано 24 грудня 2019 {{citation}}: |volume= має зайвий текст (довідка)
- Luigi, Bianchi (1899), Vorlesungen über Differentialgeometrie (German) , Leipzig: B.G. Teubner
- Lezioni sulla teoria dei gruppi di sostituzioni e delle equazioni algebriche secondo Галуа, Піза 1899
- Lezioni sulla teoria delle funzioni di variabile complessa e delle funzioni ellittiche 1916
- Bianchi, Luigi (1918). Lezioni sulla teoria dei gruppi continui finiti di trasformazioni. Pisa: E. Spoerri. OCLC 4383253.
- Lezioni sulla teoria dei numeri algebrici e principi d'aritmetica analitica, 1921

## Подальше читання
- Carruccio, Ettore (1970—1980). «Bianchi, Luigi». Dictionary of Scientific Biography. 2. New York: Charles Scribner's Sons. p. 121. ISBN 978-0-684-10114-9.